# Bright Lights & Back Alleys
Bright Lights & Back Alleys è un album del gruppo musicale britannico Smokie, pubblicato dall'etichetta discografica RAK il 29 settembre 1977.
L'album è prodotto da Mike Chapman e Nicky Chinn, che firmano 2 brani, mentre altri 6 hanno come autori Chris Norman e Pete Spencer, componenti del gruppo.
Il disco è preceduto, nel mese di giugno, dal singolo It's Your Life, a cui fa seguito Needles and Pins.

## Tracce

### Lato A
1. It's Your Life (Nicky Chinn, Mike Chapman) – 3:33
2. I Can't Stay Here Tonight (Chris Norman, Pete Spencer) – 4:05
3. Sunshine Avenue (Norman, Spencer) – 3:09
4. Think of Me (The Lonely One) (Norman, Spencer) – 4:41
5. In the Heat of the Night (Chinn, Chapman) – 4:45

### Lato B
1. Needles and Pins (Jack Nitzsche, Sonny Bono) – 2:43
2. No One Could Ever Love You More (Norman, Spencer) – 2:30
3. The Dancer (Leo Sayer, David Courtney) – 3:50
4. Baby It's You (Norman, Spencer) – 3:49
5. Walk Right Back (Norman, Spencer) – 5:29